# Marco Molteni
Marco Molteni, né le 3 septembre 1976 à Brescia en Italie, est un joueur de volley-ball italien. Il mesure 1,96 m et joue réceptionneur-attaquant. Il totalise 34 sélections en équipe nationale d'Italie.

## Biographie
Il est fait Chevalier de l'ordre du Mérite de la République italienne le 25 juillet 2000.

## Clubs
| Club             | Pays   | De        | À         |
| ---------------- | ------ | --------- | --------- |
| Montichiari      | Italie | 1993-1994 | 1996-1997 |
| Trebaseleghe     | Italie | 1997-1998 | 1997-1998 |
| Montichiari      | Italie | 1998-1999 | 2000-2001 |
| Padoue (joker)   | Italie | 2000-2001 | 2000-2001 |
| Montichiari      | Italie | 2001-2002 | 2001-2002 |
| Latina           | Italie | 2002-2003 | 2003-2004 |
| Macerata (joker) | Italie | 2003-2004 | 2003-2004 |
| Latina           | Italie | 2004-2005 | …         |

## Palmarès
- Ligue mondiale : 2000